# Kūrdarreh
Kūrdarreh (persiska: كوردرّه, خورِه دَرِّه, كورِه دَرِّه) är en ort i Iran.   Den ligger i provinsen Kurdistan, i den nordvästra delen av landet, 500 km väster om huvudstaden Teheran. Kūrdarreh ligger 1 678 meter över havet och antalet invånare är 306.
Terrängen runt Kūrdarreh är kuperad österut, men västerut är den bergig. Runt Kūrdarreh är det ganska tätbefolkat, med 60 invånare per kvadratkilometer. Närmaste större samhälle är Sarvābād, 17,7 km söder om Kūrdarreh. Trakten runt Kūrdarreh består i huvudsak av gräsmarker.